# Соломон (Аризона)
Соломон (англ. Solomon) — переписна місцевість (CDP) в США, в окрузі Грем штату Аризона. Населення — 399 осіб (2020).

## Географія
Соломон розташований за координатами 32°48′50″ пн. ш. 109°37′44″ зх. д. / 32.81389° пн. ш. 109.62889° зх. д. (32.813811, -109.628931).  За даними Бюро перепису населення США в 2010 році переписна місцевість мала площу 0,54 км², уся площа — суходіл.

## Демографія
Згідно з переписом 2010 року, у переписній місцевості мешкало 426 осіб у 147 домогосподарствах у складі 118 родин. Густота населення становила 790 осіб/км².  Було 171 помешкання (317/км²).
Расовий склад населення:
| - 84,3 % — білих - 1,4 % — азіатів - 0,2 % — корінних американців - 11,3 % — осіб інших рас |

До двох чи більше рас належало 2,8 %. Частка іспаномовних становила 75,8 % від усіх жителів.
За віковим діапазоном населення розподілялося таким чином: 25,8 % — особи молодші 18 років, 57,1 % — особи у віці 18—64 років, 17,1 % — особи у віці 65 років та старші. Медіана віку мешканця становила 39,0 року. На 100 осіб жіночої статі у переписній місцевості припадало 107,8 чоловіків;  на 100 жінок у віці від 18 років та старших — 102,6 чоловіків також старших 18 років.
Середній дохід на одне домашнє господарство  становив 54 130 доларів США (медіана — 51 875), а середній дохід на одну сім'ю — 59 312 долари (медіана — 59 792). Медіана доходів становила 51 625 доларів для чоловіків та 24 722 долари для жінок. За межею бідності перебувало 21,2 % осіб, у тому числі 58,7 % дітей у віці до 18 років та 0,0 % осіб у віці 65 років та старших.
Цивільне працевлаштоване населення становило 101 осіб. Основні галузі зайнятості: сільське господарство, лісництво, риболовля — 19,8 %, фінанси, страхування та нерухомість — 15,8 %, оптова торгівля — 13,9 %, освіта, охорона здоров'я та соціальна допомога — 13,9 %.